# Ådalens poesi

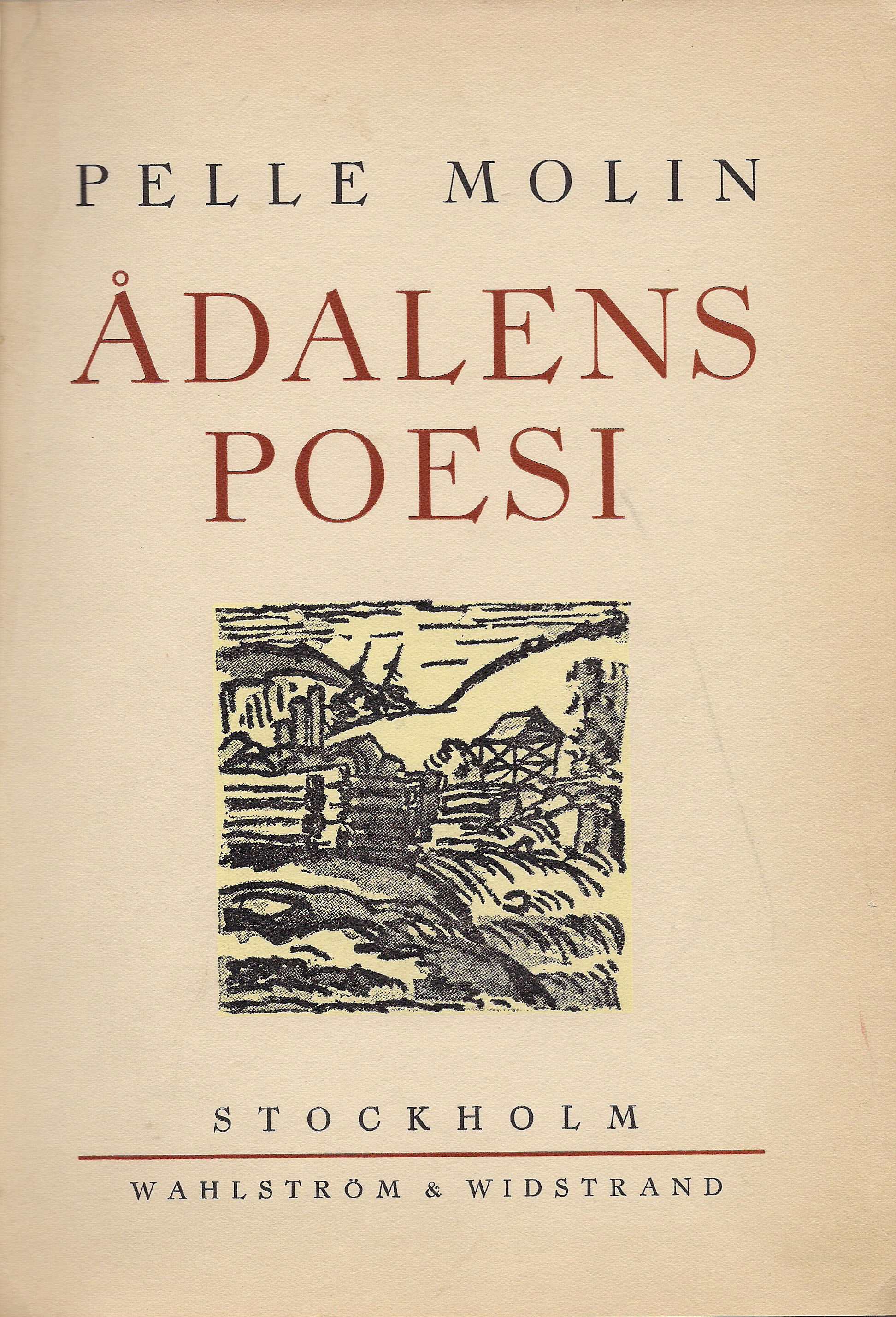
Titelsidan på originalutgåvan från 1897.

Ådalens poesi  är en novellsamling av Pelle Molin publicerad 1897, året efter hans död. De flesta av berättelserna var sedan tidigare utgivna i olika tidskrifter. 
Boken är indelad i två delar, varav den första innehåller berättelser som utspelar sig i Ångermanland och Frostviken, och den andra mest skildrar upplevelser från Norge. En åtminstone i Ångermanland välkänd berättelse är Kams.
I samtiden jämförde flera recensenter Ådalens poesi med Alfhild Agrells Nordanfrån. Agrells bok utkom 1898, året efter Ådalens poesi, och sågs av vissa som en kopia av Molins bok. I biografin Alfhild Agrell – rebell, humorist, berättare (2014) menar Ingeborg Nordin Hennel att den jämförelsen är olycklig. Hon skriver att Ådalens poesi och Nordanfrån är verk inom olika genrer. Ådalens poesi har en dragning åt äventyrs- och folklivsberättelsen knuten till olika autentiska platser skildrade med humor medan Nordanfrån utmärks av att den inte har tydliga ortsangivelser, en mer psykologiserande gestaltning och avsaknad av humor. Enligt Nordin Hennel skiljer sig även böckerna åt formmässigt då Nordanfrån utmärks av ett direkt läsartilltal, vilket Molins bok inte gör.

## Innehåll

### Ådalens poesi. Skisser och berättelser
- Gamla Ådalen
- Kärnfolk
- Historien om Gunnel
- En ringdans medan mor väntar...
- Senjens storbjörn
- Sjul
- Tack skall du ha!
- En fridens förmiddag
- Kams – Tokerier från Ådalen
- Kungen i Jorm

### Vandringsår i Norge
- Norges märkligaste ström
- Lofotens målare
- Mor utrustar Lofotfiskare
- En olycksdag i Lofoten
- Stormfartyg
- I midnattssol
- Ned med dem som tala om krig!
- "Lefve gamla Sverge!"

## Filmatiseringar
Ådalens poesi har filmatiserats två gånger. Första gången var 1928 i regi av Theodor Berthels. Filmen var en stumfilm och baserades på tre noveller ur Molins bok: Historien om Gunnel, En ringdans medan mor väntar... och Kärnfolk. År 1947 gjordes ytterligare en filmatisering i regi av Ivar Johansson, denna gång som ljudfilm. Den baserades på novellerna Kärnfolk och Det gamla Ådalen samt den inledning till Ådalens poesi som Gustaf af Geijerstam skrev.